# Алън Джоунс
Алън Джоунс (на английски: Alan Jones) е австралийски пилот от Формула 1, роден е на 2 ноември 1946 г. в Мелбърн, Австралия. Той е първият пилот печелейки шампионата на Формула за отбора на Уилямс, както и вторият австралиец, след трикратния световен шампион Джак Брабам. В своята кариера той участва в 117 Гран При-та, от които постига 12 победи, 24 подиума и 199 точки.

## Ранна кариера
Алън посещава колежа Хавиер в Мелбърн по време на неговите ученически години. Баща му Стан Джоунс е бивш състезател и победител за ГП на Австралия през 1959. Алън от своя страна решава да следва стъпките на баща си, като дори печели местния шампионат по картинг, когато е на 15 години. През 1967 Алън заминава на почивка с приятели във Великобритания, за да може да се докаже в мотоспорта. Джоунс се завръща в Австралия, след като не успява да си намери място във Формула Форд. Три години по-късно Джоунс отново посещава Великобритания, този път със своя приятел Брайън Макгуайър. Двамата заедно търгуват с коли втора употреба и Джоунс успява да си осигури един Лотус 41 от Формула 3. Машината е унищожена в инцидент на трасето Брандс Хетч, от което Джоунс е със счупен крак.
Въпреки трудностите, които Джоунс има, баща му Стан го подкрепя и в края на 1971 той се премества във Великобритания, за да бъде със сина си. Алън прекарва два сезона във Формула 3 за Груп Рейсинг Девелъпмент, като най-добрият му сезон е през 1973, когато завършва втори в крайното класиране при пилотите. След това Алън започва 1974 във Формула Атлантик, въпреки че се състезава с аматьорски отбори. Хари Стийлър се среща с Джоунс, давайки шанс на австралиеца да се докаже в подгряващото състезание за ГП на Великобритания. Неговата доминация там впечатлява Стийлър, който осигурява място на Джоунс във Формула 1.

## Кариера във Формула 1

### 1975 – 1977
Първото участие на бъдещия световен шампион е ГП на Испания през 1975 с частния болид на Хескет за Хари Стийлър. Дебютът му обаче е катастрофален – още в третата обиколка има инцидент с управлявания от Марк Донъхю болид на Пенске. Самият уикенд е запомнен с ужасяващия инцидент на Ролф Щомелен, при който петима зрители са убити. След още три състезания с малки успехи, отборът с който се състезава Джоунс, не успява да си осигури по-стабилен бюджет. Стийлър в последния момент осигурява място на Джоунс в отбора на световния шампион Греъм Хил, за да може австралиецът да продължи кариерата си. Първите състезания за новия му отбор сатрудни за Алън, преди ГП на Германия, където Джоунс най-после се доказва като състезател, постигайки първите си точки, след като завършва на пето място. Това е и последното състезание с този отбор за Джоунс, тъй като Ролф Щомелен се завръща в отбора на Хил.
Резултатите на Джоунс обаче принуждават друг световен шампион – Джон Съртис да го привлече в отбора си за 1976, най-вече благодарение на главния спонсор на тима „Дюрекс“. Въпреки обещаващия старт на Джоунс след участие на нешампионатно състезание, сезона се оказва труден, донякъде проблематичен. Въпреки това Джоунс завършва пети в Белгия и във Великобритания, преди да постигне четвърто място в последното състезание в Япония. Джоунс завършва сезона на 15. място при пилотите със седем точки. Въпреки успешното завършване на сезона, Джоунс напуска, за да насочи усилията си към Формула 5000 за 1977.
През първите месеци на 1977, Джоунс се завръща в Австралия, за да участва в сериите Ротманс Интернешънъл за отбора на Теодор Рейсинг, както и в американските Кан-ам серии. След три състезания там, Джоунс получава обаждане от шефа на Шадоу, Джаки Оливър, дали иска да се състезава за тях за оставащите състезания във Формула 1. Техният пилот Том Прайс е убит по време на ГП на ЮАР 1977 и отборът търси заместник. Джоунс приема офертата на Оливър, връщайки се във Формула 1 за ГП на САЩ Запад 1977. Болидът на Шадоу DN8, дава шанс на Джоунс да покаже уменията си. Резултатите не закъсняват и Джоунс завършва шести в Монако и пети в Белгия, след като е трети в един момент. Кариерата на Джоунс достига нови висоти в Австрия, където постига първата си победа, след убедителен старт и благодарение на мокрото трасе още в първите обиколки. Следва трето място в Италия и две четвърти места в Канада и Япония, завършвайки сезона на седмо място с 22 точки.

### 1978 – 1981
В края на 1977 репутацията на Джоунс се увеличава чувствително, като дори е близо до участие с отбора на Скудерия Ферари за сезон 1978. Договорът така и не става факт, след като от Ферари избират Жил Вилньов. Франк Уилямс обаче следи Джоунс изкъсо през сезон 1977 и накрая го привлича в новосвормирания отбор на Уилямс за 1978. Още в третото състезание в Киалами, Джоунс завършва четвърти, след като започва състезанието от 18-а позиция. Следващото му влизане в точките е в Пол Рикар, където завършва пети. Останалите състезания обаче са разочороващи. В Брандс Хетч и Хокенхаймринг, Джоунс има възможност да завърши в точките след успешни квалификации, но механични повреди и в двете състезания му попречват. В Йостерайхринг, Джоунс става жертва на задръстване, а в Зандвоорт отново механична повреда помрачава шансовете на австралиеца. В Уоткинс Глен, Джоунс завършва втори, което е най-доброто му класиране за сезона. Въпреки това Джоунс завърши годината на 11-а позиция, най-вече поради механичните повреди на Уилямс FW06.
През следващия сезон Джоунс се присъединява към опитния състезател Клей Регацони. Самият отбор започва сезон 1979 с FW06, след като FW07, не е готов навреме за началото на сезона. Алън завършва трети в Лонг Бийч. Дебютът на новия болид се оказва проблематичен, като Джоунс и Регацони се класират в средата на колоната, преди да отпаднат с механични повреди. FW07 показва истинските си възможности и Джоунс успява да постигне така очакваните резултати, завършвайки четвърти в Дижон. След разочоровашия уикенд на Силвърстоун, Хокенхаймринг се оказа трасето за Уилямс и Джоунс донесе първата победа за Уилямс, следвано от още две победи на Йостерайхринг и Зандвоорт. Самият Джоунс обаче не е заплаха за Джоди Шектър за титлата, след като австралиецът завършва девети, а южноафриканецът завършва първи, печелейки титлата в Монца. Уилямс показват, че са отбор, който има интерес към титлата през следващия сезон.
Джоунс постига седем победи през 1980, като само пет от тях важат за шампионата. Това е благодарение на болида на Уилямс FW07B, който доминира в ръцете на австралиеца и на съотборника му Карлос Ройтеман. В края на сезона Джоунс побеждава главния си съперник Нелсън Пикет с 13 точки в класирането при пилотите, ставайки първият австралиец, достигнал върха на Формула 1 след сънародника си Джак Брабам. Той има шанс да го повтори през следващия сезон, но приятелството между Джоунс и Ройтеман води до вражда между двамата, което им коства титлата. Джоунс финишира на четири точки зад Пикет за шампионата и три зад Ройтеман.

### 1982 – 1986
Джоунс обявава край на своята кариера във Формула 1 след състезанието в Лас Вегас. Неговото отказване се оказва изненадващо както в падока, така и за отбора на Уилямс. Причините са, че Джоунс става баща още през 1979, както и отправените остри критики относно „граунд-ефект“ болидите като екстремно неудобни за каране, както и прекалено опасни. Въпреки това обаче в средата на сезон 1982 Джоунс обмисля да се завърне във Формула 1 с отбора на Ферари. След смъртта на Жил Вилньов в Золдер и катастрофата в Хокенхаймринг, която принуждава Дидие Пирони да прекрати кариерата си, Ферари остават без действащ номер 1 в отбора. Ферари предлагат на Джоунс да кара за тях за Гран При на Италия 1982. Самият Джоунс е колеблив относно решението си, най-вече заради това че го отхвърлиха през 1978. Накрая Джоунс отказва предложението, което го кара да съжалява за решението си след силните резултати на Марио Андрети, към когото Скудерията се обръща след отказа на Джоунс.
Интересът на Ферари принуждава Алън да се завърне. Още повече „граунд-ефект“ болидите са премахнати за сезон 1983. Джаки Оливър се обръща към стария си приятел Джоунс, за да го принуди да кара за Ероуз още за ГП на САЩ-запад 1983, макар отборът му да има финансови проблеми и да трябва да разчита изцяло на платени пилоти. Джоунс се надява, че неговото завръщане ще предизвика интерес в няколко спонсори, които да подсилят Ероуз. В Лонг Бийч, Алън се класира на добрата 12-а позиция, преди да отпадне след 58 навъртяни обиколки. Седмица по-късно той пак кара за тях в нешампионатно състезание на Брандс Хетч, където се класира и финишира трети зад Кеке Розберг от Уилямс и Дани Съливан от Тирел. Това се оказва последното състезание с този тим, след като финансовите трудности на тима и липсата на спонсори принуждават замяната на Джоунс с Чико Сера, друг платен пилот.

### Победи във Формула 1
| N  |      | Пилот       | Двигател            | Г | Голяма награда    | Писта         | Статистика |
| -- | ---- | ----------- | ------------------- | - | ----------------- | ------------- | ---------- |
| 1  | 1977 | Алън Джоунс | Шадоу-Форд          | Г | ГН Австрия        | Йостерайхринг | Статистика |
| 2  | 1979 | Алън Джоунс | Уилямс-Форд-Косуърт | Г | ГН Германия       | Хокенхаймринг | Статистика |
| 3  | 1979 | Алън Джоунс | Уилямс-Форд-Косуърт | Г | ГН Австрия        | Йостерайхринг | Статистика |
| 4  | 1979 | Алън Джоунс | Уилямс-Форд-Косуърт | Г | ГН Нидерландия    | Зандворд      | Статистика |
| 5  | 1979 | Алън Джоунс | Уилямс-Форд-Косуърт | Г | ГН Канада         | Монреал       | Статистика |
| 6  | 1980 | Алън Джоунс | Уилямс-Форд-Косуърт | Г | ГН Аржентина      | Оскар Галвес  | Статистика |
| 7  | 1980 | Алън Джоунс | Уилямс-Форд-Косуърт | Г | ГН Франция        | Пол Рикар     | Статистика |
| 8  | 1980 | Алън Джоунс | Уилямс-Форд-Косуърт | Г | ГН Великобритания | Брандс Хетч   | Статистика |
| 9  | 1980 | Алън Джоунс | Уилямс-Форд-Косуърт | Г | ГН Канада         | Монреал       | Статистика |
| 10 | 1980 | Алън Джоунс | Уилямс-Форд-Косуърт | Г | ГН САЩ            | Уоткинс Глен  | Статистика |
| 11 | 1981 | Алън Джоунс | Уилямс-Форд-Косуърт | М | ГН САЩ-запад      | Лонг Бийч     | Статистика |
| 12 | 1981 | Алън Джоунс | Уилямс-Форд-Косуърт | Г | ГН Лас Вегас      | Сизарс Палас  | Статистика |